# 幻愛
《幻愛》（英語：Beyond the Dream）是一部香港愛情電影，由周冠威執導，劉俊謙和蔡思韵主演，在2019年上映優先場，並在2020年7月2日正式在香港上映。本片在第39屆香港電影金像獎獲得六項提名（包括最佳導演）；同時在第57屆金馬獎獲得三項提名，並獲得最佳改編劇本獎。電影票房超過1500萬港元，成為2020年全年最高香港票房的十大電影之一；此片的DVD/Blu-ray影碟在香港發售後，曾拿下單週影碟銷量榜冠軍。《幻愛》亦成為近年來少數單靠香港本土市場而獲得盈利的香港電影。

## 劇情
善良戇直的小學教師李志樂，是思覺失調症康復者，雖然渴望愛情但從來不敢戀愛。偶然機遇下，他在街頭偶遇了脫俗的欣欣，一見鍾情卻掙扎是否透露病況。躊躇之際，不幸再次發病，被幻覺侵蝕。李志樂後來發現欣欣真正的身份，竟然是......
二人發展出一段鏡花水月的愛情，稱之為「幻愛」。

## 演員
| 演員   | 角色       | 備註 |
| 劉俊謙 | 李志樂     | 小學教師，思覺失調症康復者。在街頭偶遇葉嵐，便對她一見鍾情，幻想出「欣欣」。後來接受葉嵐的心理輔導，慢慢將對欣欣的感情轉移至她身上。 最終拒絕了葉嵐。                                                        |
| 蔡思韵 | 欣欣       | 李志樂幻想出來的人物，實際上不存在。長期受到酗酒父親家暴。鍾情李志樂。 |
| 蔡思韵 | 葉嵐       | 大學碩士生，修讀心理學。以李志樂的案例來撰寫研究論文，向其進行心理輔導而漸漸對其鍾情。一直跟Dr. Simon發生性行為以換取好處。 最終因違反紀律操守而被開除學藉，加上被李志樂拒絕，從而在自己幻想中和李志樂一起。 |
| 鮑起靜 | Dr. Fung   | 大學副教授，葉嵐之畢業論文的負責老師，曾告誡葉嵐不要和李志樂接觸。 |
| 潘燦良 | Dr. Simon  | 大學助理教授。一直跟葉嵐發生性行為並向她提供好處。 |
| 張滿源 | Joe        | 精神病中心負責人。鍾情葉嵐。 |
| 駱振偉 | Rex        | 心理學系博士生。葉嵐前男朋友。 |
| 陳銳強 | Uncle Wong | 葉嵐母親前男朋友。曾與少女時代的葉嵐發生性關係。 |
| 黃嵐   | 阿玲       | 思覺失調症患者。曾因病發在街上脫衣而得到李志樂和葉嵐的幫助。 |
| 魏綺珊 | Dr. Chan   | 心理學家。因開設心理輔導中心而令葉嵐想向其攀附。 |
| 蘇皓兒 | 圖書館職員 | 李志樂的同事。對李志樂有好感。 |
| 吳錦泉 | 欣欣父親   | |

## 製作

### 劇本
本電影的劇本可追溯至2006年︰導演周冠威在香港演藝學院畢業後兩年，回校當兼職講師，當時有學生談及拍攝精神病患者的故事，啟發他進行資料搜集，發現他們談戀愛原來是一門十分困難的事，於是創作了30分鐘短片——《樓上傳來的歌聲》。該短片大獲好評，取得多個本土及國際影展獎項，包括在波蘭華沙舉行的第二屆學生電視節中獲得青年電影藝術特別獎、2006柯達電影攝影比賽（香港區）大獎、2006香港獨立短片及錄像比賽公開組銀獎。驕人成績鼓勵他把故事延伸成為長片——《幻愛》，但可惜一直未能得到投資者的青睞，結果不了了之。在本電影開拍前數年，另一監製兼編劇曾俊榮和周創辦了「光籽電影」，合作完成了幾個劇本，卻未能覓得資金開拍，周才突然勾起已擱置多年的《幻愛》。他們對《幻愛》再作修改，後來成功取得政府的資助。
2005年有報章報道一名女性精神病患者在旺角街頭脫衣，旁邊的途人只會湊熱鬧，用手機拍照。導演看罷後怒不可遏，認為他們十分過分，於是寫進劇本，成為本電影首場戲。
雖然《幻愛》的開場讓人以為這又是一部關懷弱勢的香港電影，劇情發展下去時，卻更接近一個純愛的故事。「短片傾向探討社會問題，講病患者所受到的歧視，他們的痛苦是由外界而來的。我不想重複，而且也有很多人拍過了，尤其近幾年的港產片，我想尋找一些新意，讓我的創作慾望更強。」周冠威說更想進入角色的內心，而不是只看大環境，慢慢發展成一部有關心理學的電影。「有人說這個題材比較偏鋒，很難定位、宣傳，說是呈現社會現象、關懷弱勢又不算；純粹愛情嗎？這段愛情多麼複雜；甚至不是類型片，而是包含很多心理學元素」，他相信每部電影都是獨一無二的，「我沒有好刻意分不同的電影類型，然後選擇其中一種去拍。我同樣喜愛這些類型，所以《幻愛》就變成這個樣子。」

### 選角
導演發現劉俊謙在試鏡的演繹方式與眾不同，表現出一位看上去是跟正常人無異的精神病患者，跟他欲傳遞的訊息不謀而合。至於女主角是由於有人向導演引薦，而且看過蔡思韵在《短暫的婚姻》的演出，認為很新鮮，她在該電視劇飾演一名專業人士，跟本電影的設定相似。加上她的樣貌像高學歷人士和自然的試鏡表現，種種因素令她成為女主角的不二之選。

### 取景
本電影大部份場景也在屯門取景，但不是導演刻意安排，他跟編劇討論男主角的性格和背景時，認為他是一個自卑、內向，避免人群的角色，不適合居住於市中心，而是較偏僻的地方，因此屯門就是其中一個選擇。而且剛巧編劇居於屯門，熟悉場景，有助拍攝。另外導演要求輕鐵的場景。這三個原因促使屯門成為本電影的背景。
拍攝地點包括湖景邨（李志樂和欣欣的住所）、翠寧花園（葉嵐的住所）、友愛邨與翠寧花園之間的皇珠路橋下（男女主角親吻時被第三者打斷的地方）、屯門碼頭、屯門公共圖書館、屯門公園、兆禧苑商場、蝴蝶灣社區中心、保良局西區婦女福利會馮李佩瑤小學、輕鐵蝴蝶站、景峰站、市中心站、大棠路站、又新街和香港公開大學。另外戲中男女主角經常走過的行人隧道，其實是沙田禾輋邨附近的隧道，利用電腦特效加上隧道上方的輕鐵，使這場景更符合背景設定。

### 拍攝
團隊在拍攝過程中遇上巨大挑戰，由於成本只有600萬港元，拍攝團隊未能預約輕鐵或者封站拍攝，只能待職員離開才可拍攝。但導演後來反而認為沒有預約方能拍攝貼近現實生活的畫面。加上在拍攝輕鐵戲份時，男女主角呈相反方向，故每完成一場就需要相約在哪一個站等，再拍一次，不斷重覆。另外，導演對舊式輕鐵車卡情有獨鍾，團隊因而花費大量時間等待，車卡一接近，整個團隊便需立即回到崗位，準備拍攝。
濾鏡方面，攝影師司徒一雷運用經典柔濾鏡來拍攝欣欣的部份，這種濾鏡對光源產生重影的效果，暗示「欣欣」只是幻覺中的人物。鏡頭選擇方面；他選擇一些舊款的鏡頭（Zeiss Super Speed）。拍攝前他分別測試了一款新和一款舊的鏡頭，在與導演觀察測試結果後，一致認為舊款鏡頭的質感和柔和度正中下懷，尤其是光圈全開的情況之下。燈光方面，冷暖光的運用隨著男女主角的關係而轉變。在首三場輔導戲中，第一次輔導用上冷調，表現他們的拘謹；第二次輔導時，葉嵐去洗手間前依然是冷調的，但當葉嵐回來再開始輔導時，男主角願意敞開心扉，就改為使用暖光；第三次輔導，男主角已經把他和欣欣的細節全盤托出，衝破雙方的隔閡，所以運用暖光。至於男主角家的燈光主要用上冷調，用以反映他的心情和精神狀態，跟他與世長辭的母親房間而就是唯一會出現暖調的地方。

### 音效
製作團隊成功邀請台灣知名電影音效師杜篤之參與混音工作。他在高潮的一幕，運用了環廻立體聲去呈現幻聽的效果，令觀眾感同身受，親歷李志樂的主觀感受。他也促成《幻愛》的宣傳語句︰他在進行混音的最後一天，與製作團隊一起把整齣電影由始到末看一次，看罷後認為「我不介意」起點出主題之效，適宜作為宣傳語句。製作團隊認為這四個字一矢中的，把主題進一步聯繫到觀眾本身，於是在後面加上一句反問：「你呢？」。

### 投資
《幻愛》透過「電影發展基金電影製作資助計劃」獲得120萬港元資金，佔總成本的兩成。導演曾執導題材敏感的電影——《十年》，部份投資者表明不會投資他的電影，令他在集資上面臨重重困難。只有一些「善長仁翁」不想目睹港產片式微才慷慨解囊，使本電影得以在大銀幕上映。

## 發行
《幻愛》由高先電影於2020年7月2日在香港上映。
《幻愛》在開畫首日（2020年7月2日），票房慘淡，僅得14萬港元。幸好隨着演員杜汶澤、田蕊妮、楊詩敏、導演黃浩然、「黃色經濟圈」等發動告急支持，多個影評人亦對此片大加讚賞，之後《幻愛》票房大幅上升，7月4日高達75萬港元，7月5日更有90萬港元，連續兩日成為單日票房冠軍。單在開畫首4日，票房已累積至約240萬港元。到了7月9日，票房累計超越400萬港元，成為一周票房總冠軍。5位主創親自到多間戲院謝票，每間戲院排隊與主創合照的人龍超過100位。截至7月13日，票房已衝破800萬港元。最終，《幻愛》香港票房達1525萬港元，成為2020年全年最高香港票房的十大電影之一。
台灣票房收94.3萬台幣。
《幻愛》的DVD/Blu-ray影碟於2020年12月3日在香港發售； 根據香港唱片商會的資料，《幻愛》曾經登上單週影碟銷量榜冠軍。
周冠威指出《幻愛》單靠香港本土市場已能獲得盈利，對近年的香港電影而言非常難得。
| 上一届： 《死因無可疑》 | 2020年香港一週票房冠軍 第28-29週 | 下一届： 《屍殺半島》 |

## 影響
掀起「屯門熱」

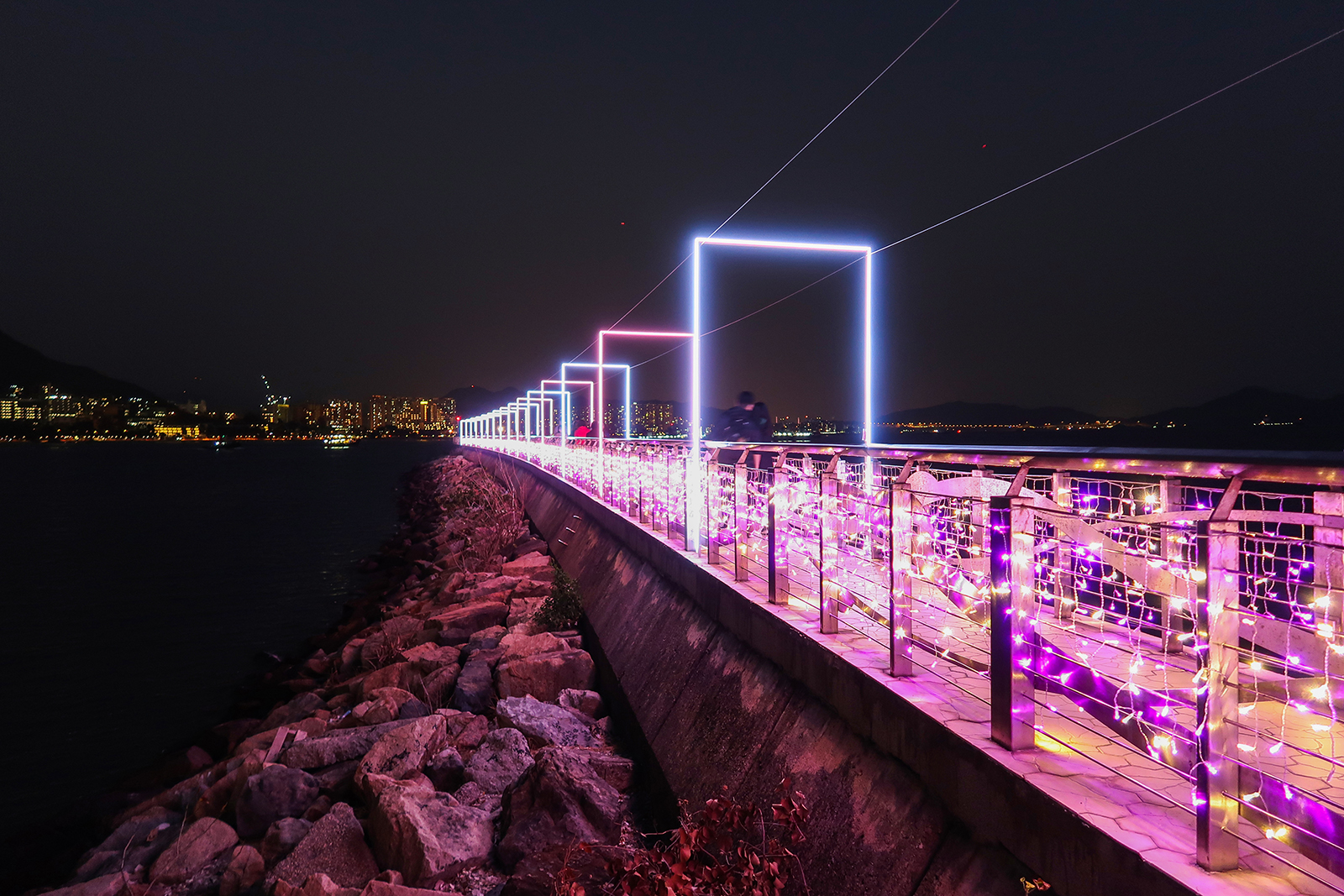
2021年年初設置在屯門碼頭海濱長廊「幻愛橋」的節日裝飾，雖然被《幻愛》導演周冠威批評觀感不好，但成為市民拍攝熱點

本電影以屯門為背景，各取景地點被認為拍得很浪漫，儼如日本風情畫，吸引觀眾組團重遊拍攝場景。
與同期「高先三寶」重振港產片
受COVID-19疫情影響，六、七月期間國際大片欠奉，而《幻愛》的上映間接令港產片填補了這個真空期。及後《金都》、《叔．叔》接連正式公映，傳媒合稱以上三套電影為「高先三寶」。「高先三寶」不但各有特色，同時亦引起了不同觀眾群對港產片的重新注視，對港產片來說，可算是掀起了一場小陽春。三套電影大受歡迎，更於香港電影史上罕有地推出多款周邊商品，如明信片、小說、主題咖啡等。
為男女主角牽紅線
男女主角原本在拍攝前已認識對方，但並不熟絡。他們在拍攝時漸漸互生情愫，成為真正情侶。男主角在訪問中表示一場在輕鐵站拍的戲份，他釋放的情緒十分澎湃和激烈，感到筋疲力盡，但感受當場的女主角一直在鼓勵他，因而擦出愛火。
巴士公司二次創作
九龍巴士在其Facebook專頁上載一張本電影的二次創作海報（海報宣傳語句為：「我不介意－－你呢？」），標題為「坐低」，呼籲乘客於行車時記得坐好，站立的話就要緊握扶手，最重要是戴好口罩，以免罰款。有關海報得到網民的熱烈歡迎。

## 奬項
| 年度   | 颁奖典礼                     | 奖项               | 姓名           | 结果 |
| ------ | ---------------------------- | ------------------ | -------------- | ---- |
| 2020年 | 第26屆香港電影評論學會大獎   | 最佳電影           | 《幻愛》       | 提名 |
| 2020年 | 第26屆香港電影評論學會大獎   | 推薦電影           | 《幻愛》       | 獲獎 |
| 2020年 | 第26屆香港電影評論學會大獎   | 最佳導演           | 周冠威         | 提名 |
| 2020年 | 第26屆香港電影評論學會大獎   | 最佳編劇           | 曾俊榮、周冠威 | 提名 |
| 2020年 | 第26屆香港電影評論學會大獎   | 最佳女演員         | 蔡思韵         | 獲獎 |
| 2020年 | 第26屆香港電影評論學會大獎   | 最佳男演員         | 劉俊謙         | 獲獎 |
| 2020年 | 第12屆香港電影導演會年度大獎 | 最佳新演員         | 劉俊謙         | 獲獎 |
| 2020年 | 第3屆最港電影大獎            | 最港男演員         | 劉俊謙         | 獲獎 |
| 2020年 | 第3屆最港電影大獎            | 最港電影           | 《幻愛》       | 提名 |
| 2020年 | 第3屆最港電影大獎            | 我最喜愛影片       | 《幻愛》       | 提名 |
| 2020年 | 第3屆最港電影大獎            | 最港導演           | 周冠威         | 提名 |
| 2020年 | 第3屆最港電影大獎            | 最港女演員         | 蔡思韵         | 獲獎 |
| 2020年 | 第39屆香港電影金像獎         | 最佳女主角         | 蔡思韵         | 提名 |
| 2020年 | 第39屆香港電影金像獎         | 最佳導演           | 周冠威         | 提名 |
| 2020年 | 第39屆香港電影金像獎         | 最佳編劇           | 曾俊榮、周冠威 | 提名 |
| 2020年 | 第39屆香港電影金像獎         | 最佳攝影           | 司徒一雷       | 提名 |
| 2020年 | 第39屆香港電影金像獎         | 最佳音響效果       | 杜篤之、吳書瑤 | 提名 |
| 2020年 | 第39屆香港電影金像獎         | 最佳新演員         | 劉俊謙         | 提名 |
| 2020年 | 香港電影編劇家協會大奬2020   | 年度最佳電影角色獎 | 劉俊謙         | 提名 |
| 2020年 | 香港電影編劇家協會大奬2020   | 年度最佳電影角色獎 | 蔡思韵         | 提名 |
| 2020年 | 香港電影編劇家協會大奬2020   | 年度推薦劇本獎     | 曾俊榮、周冠威 | 提名 |
| 2020年 | 香港電影我撐場民選大獎2020   | 最撐女主角         | 蔡思韵         | 提名 |
| 2020年 | 香港電影我撐場民選大獎2020   | 最撐新演員         | 劉俊謙         | 提名 |
| 2020年 | 第57屆金馬獎                 | 最佳新演員         | 劉俊謙         | 提名 |
| 2020年 | 第57屆金馬獎                 | 最佳改編劇本       | 曾俊榮、周冠威 | 獲獎 |
| 2020年 | 第57屆金馬獎                 | 最佳音效           | 杜篤之、吳書瑤 | 提名 |

## 備註
1. ↑  因新冠肺炎疫情戲院關閉，電影票房冠軍是第35週。

## 外部連結
- 香港影庫上《幻愛》的資料（繁體中文）
- 豆瓣电影上《幻愛》的資料 （简体中文）
- 《幻愛》的Facebook專頁
- 互联网电影数据库（IMDb）上《幻愛》的资料（英文）